# Étienne de Monpezat
Pour les articles homonymes, voir Monpezat.
Étienne de Laborde de Monpezat, né le 4 mai 1942 à Cahors, est un écrivain et journaliste français vivant dans le Lot. 

## Famille et études
Fils du comte André de Monpezat, il est l'un des frères d'Henri de Laborde de Monpezat, le prince Henrik, époux de la reine Margrethe II. 
Il est diplômé de Sciences-Po (Paris) en 1967.[réf. nécessaire]

## Publications (sélection)
- Ma reine infortunée..., souvenirs de la comtesse d'Adhémar, dame du palais de Marie-Antoinette, avec Charles-Emmanuel d'Adhémar. (Préface de Michel de Grèce, 2006)
- À table avec les politiques, avec Kathleen Evin, illustrations de Noëlle Herrenschmidt, Gault et Millau, Gallimard, 2005
- Le figuier de mon père, avec Vartan Berberian (en appendice : Le génocide arménien), A. Carrière, 2005
- Comme un chat sauvage, pour Anne-Sophie Tiberghien, Éditions Robert Laffont,1983
- Adieu, fourneaux, pour Raymond Oliver, Éditions Robert Laffont, 1981
- Cap Horn pour un homme seul, pour Alain Colas, l'aventure vécue, Flammarion, 1978
- Le voilier des déserts polaires, avec Pierre Magnan, L'aventure vécue, Paris, Flammarion, 1977
- Le sang doré des Borgia, avec Françoise Sagan, Éditions Flammarion, 1977
- L'homme qui marchait dans sa tête, pour Patrick Segal, Éditions Flammarion, 1977[3],[2],[4]
- 1 mètre 34, avec Brissé Saint-Macary Jean, Julliard, 1975
- Alexandre. Sous le casque d'Alexandre, 30 ans de coiffure, préface de Marcel Achard, Presses de la cité 1972
- A chacun sa mort, avec Charles Pellegrini (Patron de l'OCRB, office central de répression du banditisme, Éditions numéro 1, 1972

La réalité des écrits et des « collaborations » d'Étienne de Monpezat est bien plus vaste que la bibliographie ci-dessus. Ayant très souvent travaillé comme nègre de réputés écrivains, certains étant devenus  ainsi des best-sellers, il s'en tient pourtant à un respect de la réserve qu'implique cette fonction[réf. nécessaire].